# 霞石
霞石（かすみいし、nepheline、ネフェリン）は鉱物（ケイ酸塩鉱物）の一種。準長石に属する。塩酸などの強酸に入れると白濁することから、ギリシャ語の νεφέλη（「雲」）にちなみ命名された（日本語の語源も霞からである）。
化学組成は (Na,K)AlSiO4とされていたが、カリウムが必須であることが判明し、2018年にNa3K(Al4Si4O16）に変更された。六方晶系だが、結晶は極めてまれに小さなものが産出する。
霞石閃長岩、響岩などに産し、石英などのSiO2 鉱物とは共生しない。そのため、珪酸に富んだ地質である日本列島にはほとんど産出しないが、島根県浜田市の黄長石霞石玄武岩は、日本で産出する事実上唯一の霞石であり、同市の露頭は天然記念物に指定されている。日本周辺では朝鮮半島などで産出する。